# Ellen Gates Starr
Ellen Gates Starr, née le 19 mars 1859 à Laona dans l'État de l'Illinois et morte le 10 février 1940 à Suffern dans l'État de New York, est une réformatrice sociale américaine, cofondatrice de la Hull House de Chicago avec Jane Addams.

## Biographie

### Jeunesse et Formation

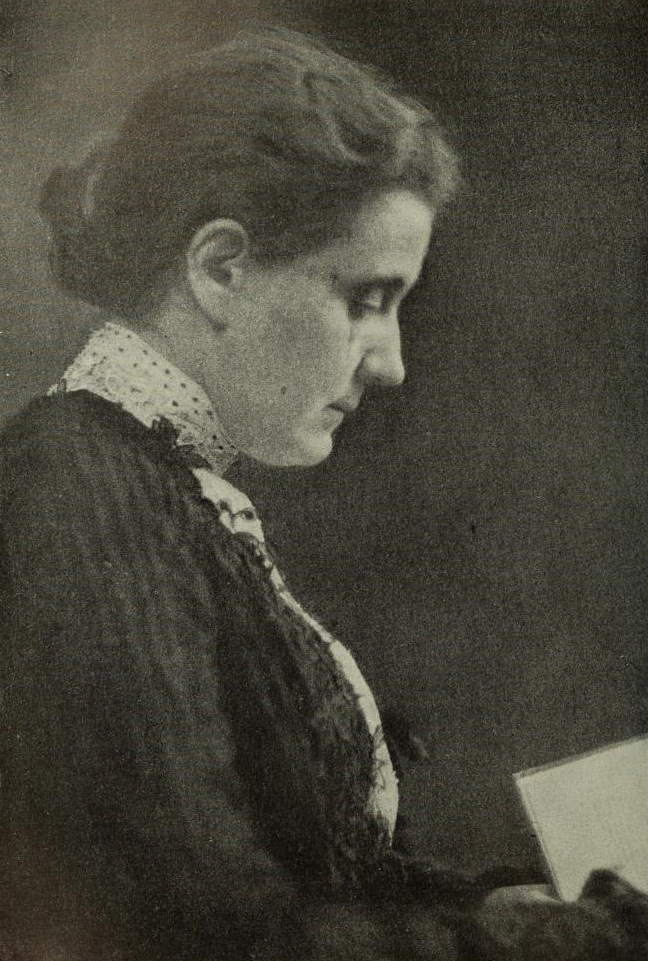
Jane Addams.

Ellen Gates Starr est la seconde fille et le troisième des quatre enfants de Caleb Allen Starr et de Susan (Gates) Starr. Elle est une descendante directe de Comfort Starr (en), un médecin britannique originaire du Kent pour s'installer à Boston vers 1635. En 1848, après une carrière comme capitaine dans la marine, Caleb Allen Starr épouse Susan (Gates) Starr, le couple part vivre dans l’Illinois, et en 1855, ils s'établissent dans le village de Durand dans la circonscription de Laona. 
Pendant son enfance, Ellen Gates Starr est proche de sa tante Eliza Allen Starr (en) une auteure et une conférencière universitaire spécialisée dans l'histoire de l'art et la religion et qui a quitté l'Église unitarienne pour se convertir au catholicisme. Son père  Caleb Allen Starr, membre du Mouvement de La Grange et soutien du droit de vote des femmes, a sensibilisé sa fille aux problèmes de justice sociale,,.
Ellen Gates Starr  suit sa scolarité dans une classe unique, puis grâce à l'influence de sa tante Eliza Allen Starr, elle entre au Séminaire féminin de Rockford (devenu depuis la Rockford University (en)). C'est là qu'elle fait la connaissance de Jane Addams originaire de Cedarville dans l'Illinois, et depuis elles chemineront ensemble,.

### Carrière

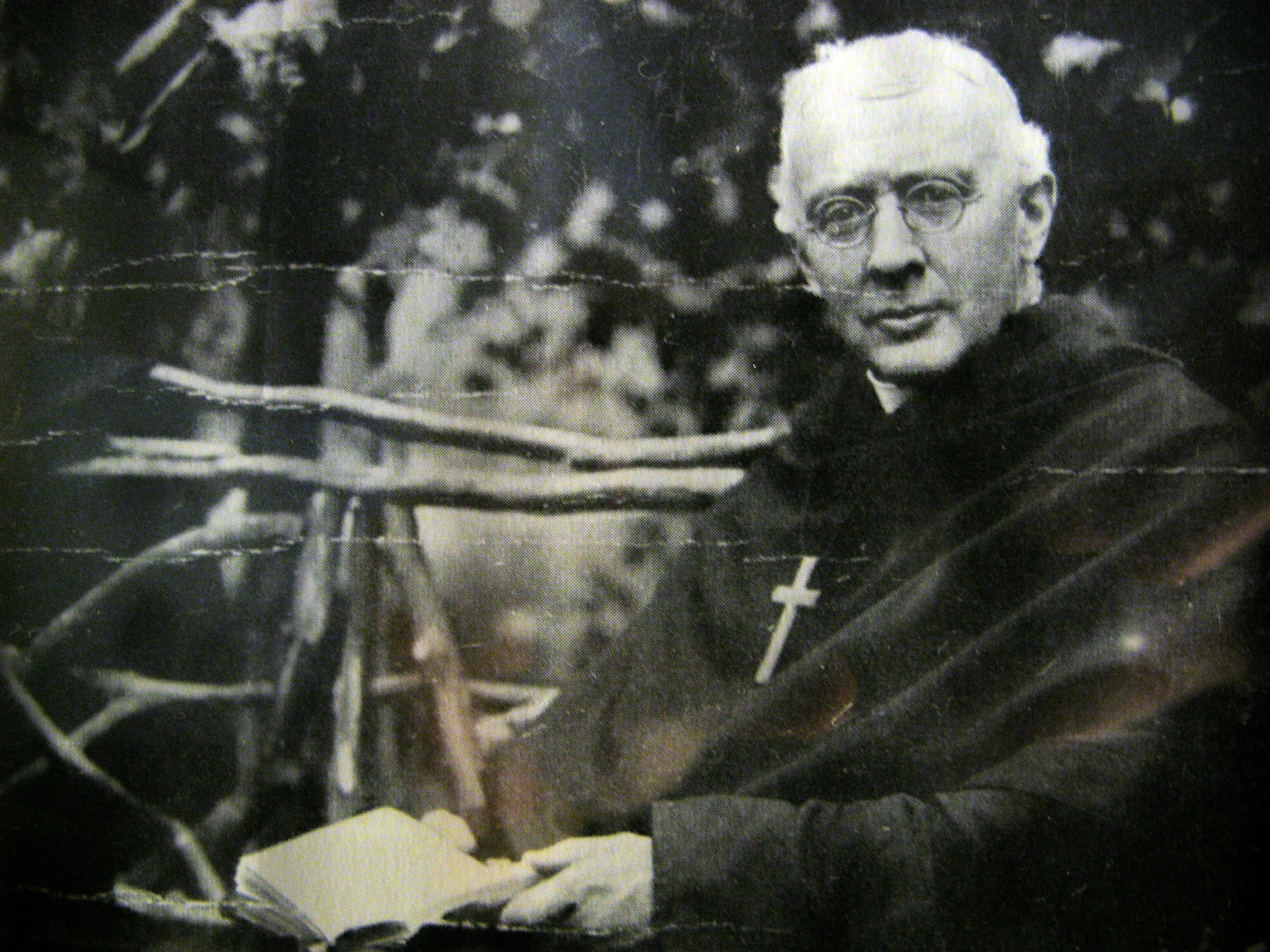
James Otis Sargent Huntington OHC.

#### Entre expérience esthétique et expérience spirituelle
En 1877, ses études terminées Ellen Gates Starr est employée comme enseignante au village Mount Morris dans l'Illinois. Puis en 1879, elle est recrutée par un établissement secondaire fondée par Caroline Kirkland, la Miss Kirkland School For Girls à Chicago, où elle enseigne, entre autres, l'histoire de l'art. En quête de spiritualité ,elle se rend régulièrement au Temple unitarien de Chicago, mais déçue, en 1884, elle rejoint l'Église épiscopalienne des États-Unis. Quelques années plus tard, après des entretiens avec le prêtre anglican James Huntington (en) fondateur de l'Order of the Holy Cross (en) (OHC),,, elle se considère comme une « anglicane catholique ». Elle lit les ouvrages du critique d'art John Ruskin,  de Thomas Carlyle, de William Morris, lecture qui permettent de lier l'esthétique à sa recherche de spiritualité.

#### La fondation de la Hull House de Chicago
Durant ces années, l'amitié entre Jane Addams et Ellen Gates Starr s'affermit notamment à travers une correspondance où elle partagent leurs questionnements et leurs centres d'intérêts. Jane Addams, qui est plus jeune qu'Ellen Gates Starr, lui voue une admiration. En 1888, elles entreprennent un voyage à travers l’Europe. Lors d'une étape à Madrid, Jane Addams confie à son amie un projet qui lui est cher : créer un Settlement house (« Centre d'activités communautaires ») sur le modèle du Toynbee Hall de Londres, fondé par Samuel Barnett. Ellen Gates Starr s'enthousiasme pour l'idée, et peu à peu le projet prend corps. En 1889, de retour aux États-Unis, elles se mettent en quête d'un bâtiment correspondant à leur projet dans le quartier du West Side de Chicago. Jane Addams et  Ellen Gates Starr  jettent leur dévolu sur un bâtiment, la Hull Mansion, abandonné situé au 800, South Halsted Street dans le Near West Side. Après avoir récolté les fonds pour réhabiliter et aménager le bâtiment,  elles ouvrent les portes de ce qui est devenu la Hull House le 18 septembre 1889,,. C'est grâce à la confiance mutuelle des deux fondatrices que la Hull House a pu voir le jour. 

#### L'art au sein de la Hull House

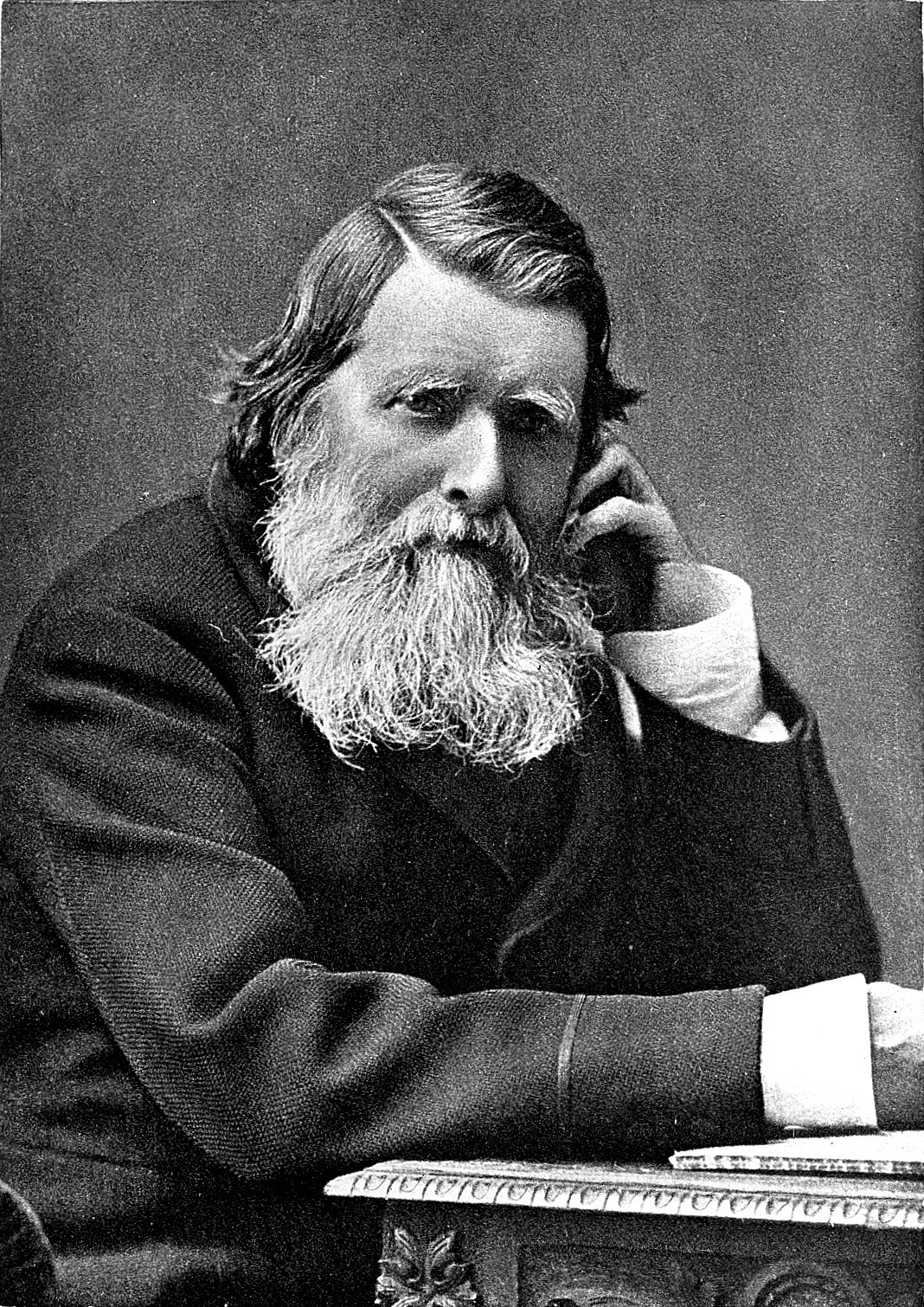
John Ruskin.

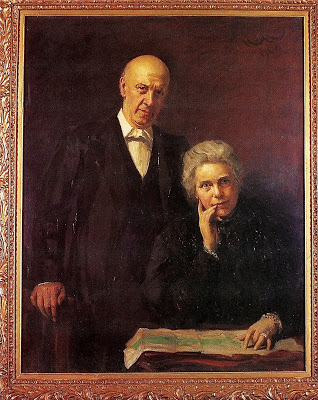
Samuel et Henrietta Barnett.

Ellen Gates Starr croit en la puissance des beaux arts et de la littérature pour embellir la vie et elle est consternée de constater l'absence de l'art dans le quartier du West Side, que non seulement les migrants ont perdu les arts populaires de leur pays d'origine, mais qu'en plus, ils ont plus aucun accès aux trésors de la culture classique. Suivant l'enseignement du critique d'art britannique John Ruskin, elle est une partisane de la démocratisation de la culture. Dans un premier temps, elle anime des lectures publiques dédiées à Shakespeare, Dante, Robert Browning, William Morris et autres aux  habitants des taudis du West Side qui fréquentent les locaux de la Hull House, c'est l'occasion de faire venir sa sœur Eliza Allen Starr.  et elle décore les murs de celle-ci avec des photographies de peintures classiques, notamment les œuvres de Raphaël, Donatello, Della Robbia,.  
En 1890, Ellen Gates Starr persuade Edward B. Butler, un homme d'affaires et un marchand d'art de financer une bibliothèque et une galerie d'art à l'intérieur de la Hull House, celui-ci convaincu lui fait un don de 5 000 $. Les nouveaux locaux sont inaugurés en juin 1891 par le révérend Samuel Barnett qui dit combien l'art est important pour la vitalité des résidents. Dix jours après son ouverture, la galerie d'art de la Hull House a reçu 4 079 visiteurs,,.  
Ellen Gates Starr donne plusieurs conférences au sujet du rôle de la peinture dans l'éducation populaire à partir des exemples britanniques. En 1894, elle fonde la Chicago Public School Art Society dont elle la première présidente. Ellen Gates Starr visite régulièrement le Chicago Woman's Club (en) pour récolter des fonds pour développer la culture populaire auprès des résidents, enrichir la bibliothèque et la galerie d'art de la Hull House,.

#### L'artisanat au sein de la Hull House

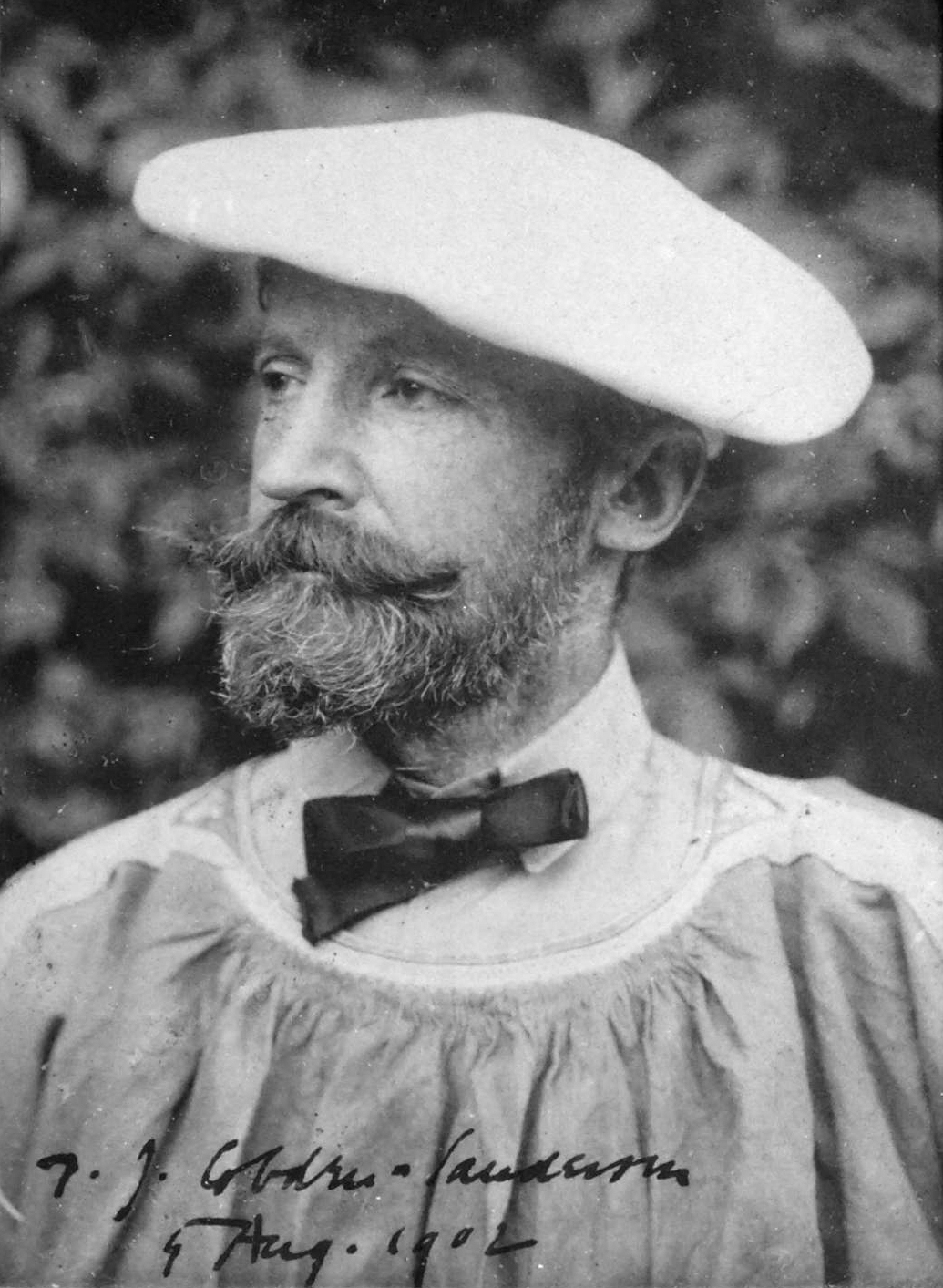
Thomas James Cobden-Sanderson.

Comme ses maîtres à penser John Ruskin et William Morris, Ellen Gates Starr déplore le déclin de l’artisanat et des savoir-faire qui y sont liés. Elle organise plusieurs expositions pour montrer la différence de qualité entre les produits fabriqués par un artisan et ceux fabriqués de façon industrielle. En octobre 1897, la Chicago Arts and Crafts Society issue du Arts and Crafts Movement tient une exposition au sein de la Hull House, la Société met en avant le sens de la beauté des objets et des gestes de fabrication. Cela encourage Ellen Gates Starr à s'embarquer en 1897 pour Londres afin d'étudier pendant 15 mois l'art de la reliure auprès de Thomas James Cobden-Sanderson. Une fois son apprentissage fini, Ellen Gates Starr a hâte de transmettre ce type d'artisanat auprès des hommes et des femmes qui fréquentent la Hull House. Elle y ouvre un atelier de reliure. Après des échanges épistolaires avec T.S Cobden-Sanderson, en 1900, elle ouvre le Hull House's Labor Museum qui a pour mission de mettre en valeur l'artisanat et chaque samedi, les visiteurs peuvent bénéficier d'initiation à un type d’artisanat soit de faire une démonstration de leurs habiletés artisanale,.  

#### L'impact de la Grande Guerre, nouvelles directions
L'intérêt que porte Ellen Gates Starr sur le musée et l'atelier de reliure diminue durant la période de la Grande Guerre. Elle s'implique de plus en plus dans les mouvements ouvriers, entre au Parti socialiste d'Amérique ( Socialist Party of America,) ou SPA, elle est convaincue qu'il est nécessaire d'opérer un changement d'approche de la question de la pauvreté. Certains reprochaient à la Hull House d'utiliser l'art comme un « opium du peuple ».  Or  Ellen Gates Starr se rend compte que l'environnement stérilise tout aspiration créatrice, donc que c'est l'environnement qu'il faut changer. En effet, dès la naissance, les enfants de la classe ouvrière vivent dans la pauvreté, des taudis, le travail dans les ateliers plus ou moins clandestins, les Ateliers de misère, où dès leur plus jeune âge les enfants sont surexploités, contraints de travailler pendant de longues heures, dans des conditions d'hygiène déplorables, selon son expression  « il est assiégé ». C'est pourquoi Ellen Gates Starr, dès 1910, prend une direction de changement social, elle soutient des grèves et rejoint Florence Kelley dans son combat contre le travail des enfants. Elle adhère à la Women's Trade Union League de l’Illinois, dont elle devient membre de son conseil d'administration. Ellen Gates Starr devient une amie des leaders syndicaux Sidney Hillman (en) et Jacob Potofsky (en) , après ses soutiens auprès des grévistes du textile, en 1915, elle est nommée membre honoraire à vie du syndicat de l'industrie du textile l'Amalgamated Clothing Workers of America (en),,,.  

#### La conversion et la vie conventuelle
Après ses forts engagement sociaux, Ellen Gates Starr, marquée par les écrits du théologien John Henry Newman, se convertit au catholicisme en mars 1920. Elle devient une des figures du christianisme social. Ellen Gates Starr anime diverses conférences autour de l'esthétique religieuse et rédige des articles sur le même sujet. En 1929, elle devient paraplégique à la suite d'une opération chirurgicale du dos. Elle entre alors au Couvent du Saint enfant Jésus de Suffern en tant qu'oblate du tiers ordre des Bénédictins, il y meurt en 1940 et y est inhumée,,.

### Vie privée
Après la création de l'atelier de reliure de la Hull House, Ellen Gates Starr emménage dans un petit appartement qui jouxte l'atelier. Elle vivra grâce à une rente annuelle versée par Mary Wilmarth, la mère de Anna Wilmarth Ickes (en). On ne lui connait aucune relation amoureuse.  

## Œuvres
- (en-US) Ellen Starr et Mary Jo Deegan (dir.), On Art, Labor, and Religion, Routledge, 30 septembre 2002, 248 p. (ISBN 9780765801432),

## Archives
Les archives d'Ellen Gates Starr sont déposées et consultables auprès de la bibliothèque du Smith College à Northampton, dans le Massachusetts.